# 540

## Nașteri
- Grigore I cel Mare, papă al Romei (d. 604)
- Tiberiu II Constantin, împărat bizantin (din 578), (d. 582)

## Decese
- dată necunoscută: Bodhidharma  (n. 483)
- dată necunoscută: Wacho  (n. ?)
- dată necunoscută: Amalaberga  (n. ?)